# Matthias Kringe
Matthias Kringe (* 1961 in Siegen) ist ein deutscher Autor und Cartoonist.

## Leben
Kringe wurde in Siegen geboren. Er studierte Allgemeine Literaturwissenschaft, Geschichte und Kunstgeschichte und hat 1981 mit dem Magister abgeschlossen. Matthias Kringe arbeitet seit seinem Studium als politischer Karikaturist der Westfalenpost.
Seit 1982 gibt er den vor allem regional bekannten "Dilldappen-Kalender" mit Comics auf Siegerländer Platt heraus. Bis 1990 war dieser noch komplett in schwarzweiß, von 1991 bis 1999 schwarzweiß mit ein bis zwei Farbeseiten und seit 2000 ist er komplett farbig.
Kringe ist darüber hinaus ständiger Mitarbeiter des Deutschen MAD-Magazins, insbesondere für die Cover-Gestaltung, Alfred E. Neumann-Galerie, sowie Comic-Parodien und satirische Stilkopien.

## Werke
Matthias Kringe arbeitet als Autor und Zeichner für verschiedene Magazine darunter:
- TV-Highlights, Moviestar und DVD Special (MPW),
- Pettersson & Findus  als Autor sowie Gestaltung von Pettersson & Findus-Lizenzobjekten (Puzzlebücher, Stickeralben etc.)

Er erschuf die Figuren:
- Sparky (wird unter anderem samstags auf der Kinderseite der Siegener Zeitung veröffentlicht),
- den Panini-Dino, für das Kindermagazin Tiere – Freunde fürs Leben,
- Pepper, das Pony für Pferde – Freunde fürs Leben

und illustrierte Bücher z. B.:
- die  jiddische Ausgabe von George Orwells Animal Farm und die lateinische Ausgabe von Yes, Virginia, There is a Santa Claus.

Außerdem erschuf er Spass Wars Comics, eine Parodie auf Star Wars.
Buchübersetzungen in Siegerländer Platt:
- Struwwelpeter
- Max und Moritz
- die Weihnachtsgeschichte
- sowie eine Sammlung von Grimms Märche ob Sejerlännr Pladd

## Sonstiges
Er gestaltete das Logo des Freizeitbad Netphens und erschuf die Maskottchen für den Netphener Keltenweg. Für die Entsorgungsbetriebe Siegen (ESI) produzierte er den animierten Kurzfilm Im Reich der Klofrösche, der die Arbeit einer Kläranlage erklärt.

## Schriften
- Matthias Kringe: Die Dilldappen – Das Geheimnisvolle Ei. ISBN 3924948135.
- Heinrich Hoffmann, Matthias Kringe: Dr Sejerlännr Schdrubbelpeadr. Naumann, Nidderau 2000, ISBN 3-933575-41-9.
- Matthias Kringe: De Sejerlännr Chresdachsgeschechde. Naumann, Nidderau 2000, ISBN 3-933575-40-0.
- Matthias Kringe, Wilhelm Busch: Dt Sejerlännr Wilhelm-Busch-Album. Naumann, Nidderau 2001, ISBN 3-933575-65-6.
- Jacob Grimm, Wilhelm Grimm, Matthias Kringe: Grimms Märche ob Sejelännr Pladd. Naumann, Nidderau 2002, ISBN 3-933575-92-3.
- Matthias Kringe, Sven Nordqvist: Pettersson und Findus, Puzzlebuch, Band 1, Lustige Streiche mit Pettersson und Findus. Dino Entertainment 2003, ISBN 389748756X.